# Bladsteel
De bladsteel of petiool is de steel waarmee het blad aan de stengel bevestigd is. 

## Bouw
Meestal heeft deze dezelfde interne structuur als de stengel. Soms bevinden zich steunblaadjes aan beide zijden van de bladsteel. Ook kan er zich aan de bladsteel een tongetje of vliesje bevinden dat ligula genoemd wordt. Als de bladsteel erg verbreed is en de bladschijf bijna afwezig is, heet deze een fyllodium. Soms zijn de bladstelen hol, bijvoorbeeld bij de reuzenberenklauw.

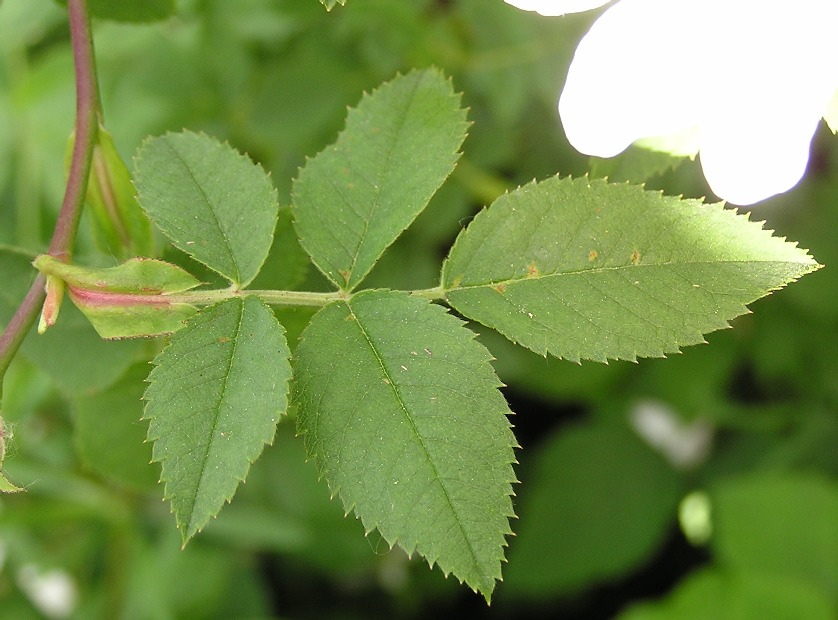
Blad van de hondsroos met bladsteel, bladspil, twee steunblaadjes en vijf deelbladeren.
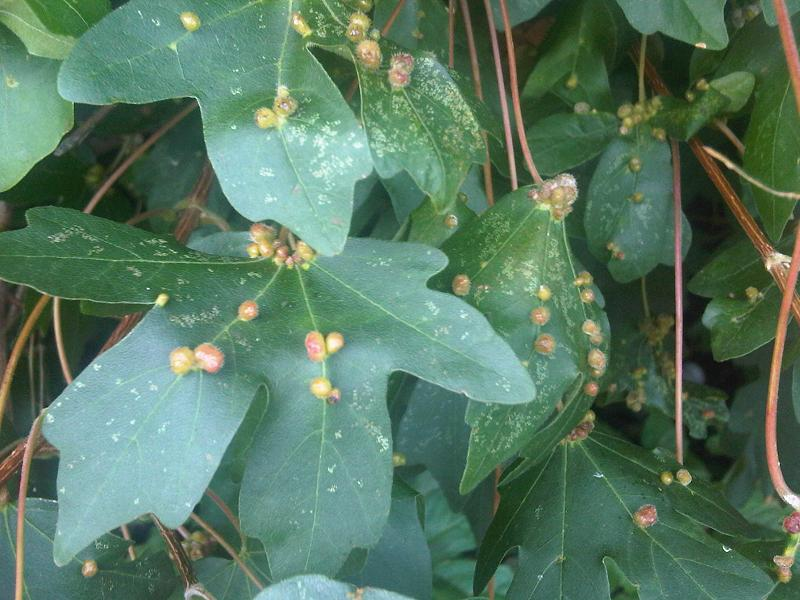
Gallen van de esdoornnerfhoekmijt op een Spaanse aak. Deze gallen ontstaan waar nerven zich splitsen, en op de aanhechting van het blad aan de steel.
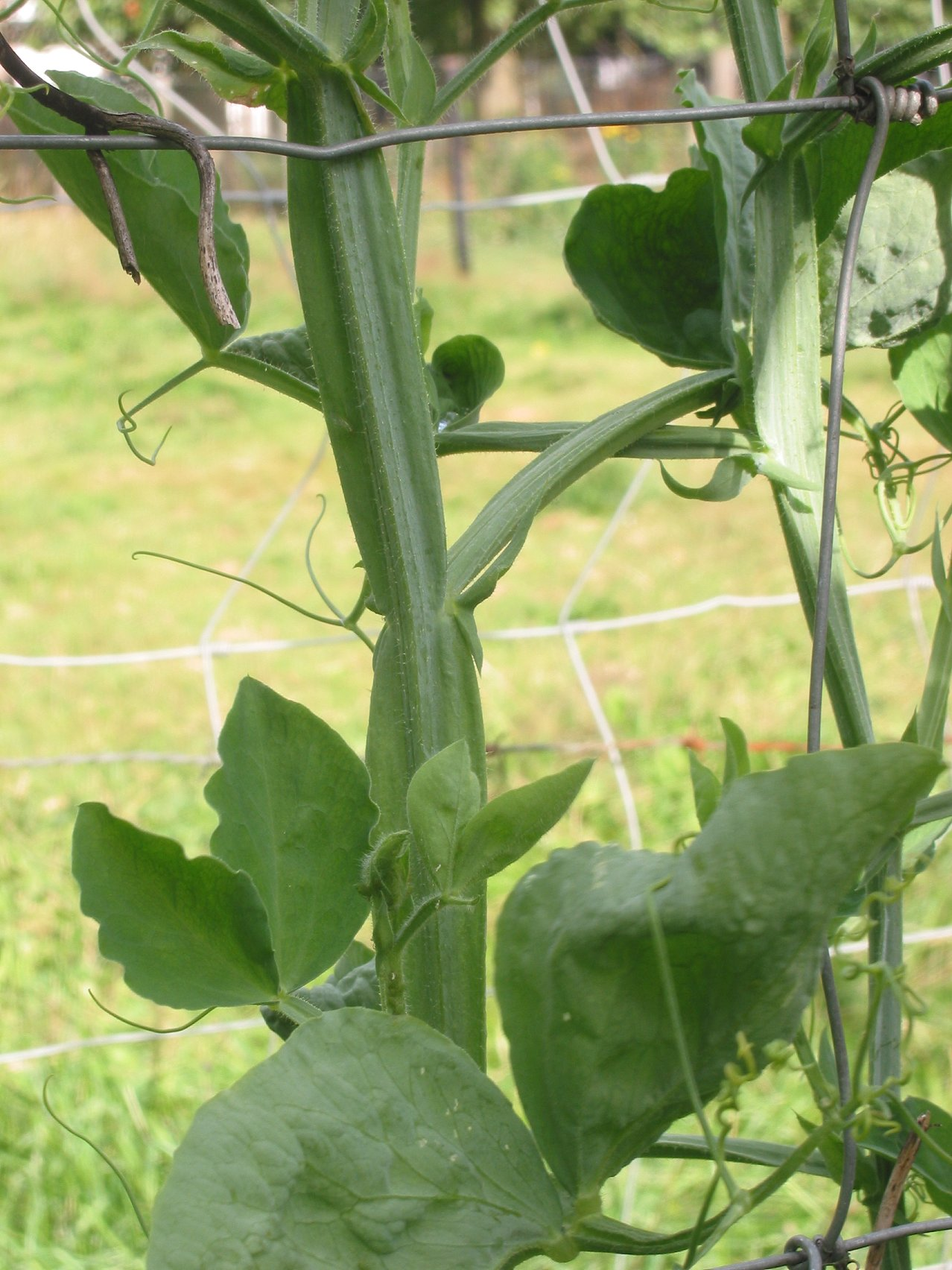
gevleugelde stengel, gevleugelde bladsteel met steunblaadjes van Lathyrus odoratus
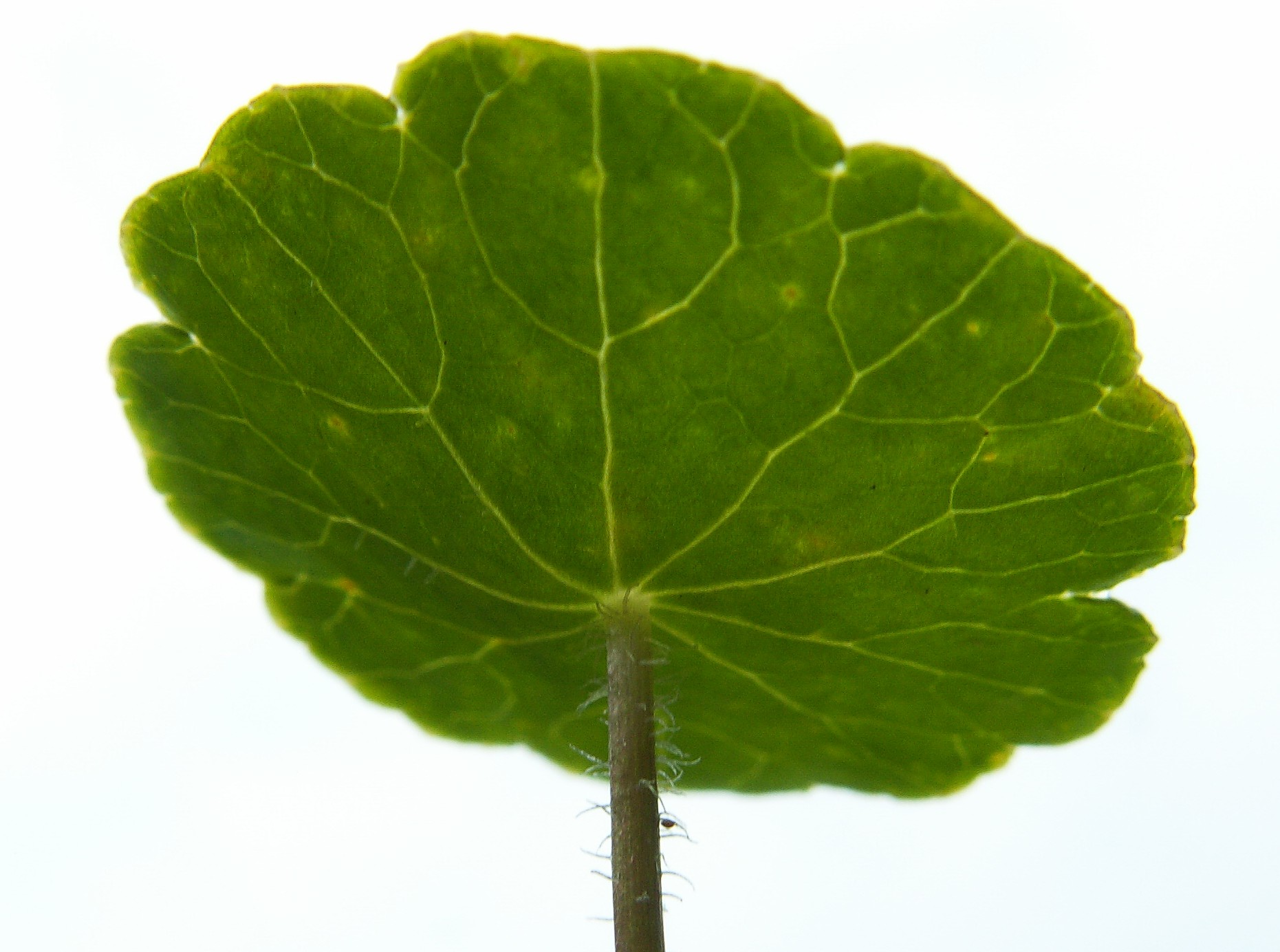
Onder aan het blad vastgehechte bladsteel bij waternavel.

## Typen
Aan de hand van de af- of aanwezigheid van een bladsteel onderscheidt men respectievelijk zittende en gesteelde bladeren.
| Typen enkelvoudige blad naar af- of aanwezigheid van een bladsteel | Typen enkelvoudige blad naar af- of aanwezigheid van een bladsteel | Typen enkelvoudige blad naar af- of aanwezigheid van een bladsteel             | Typen enkelvoudige blad naar af- of aanwezigheid van een bladsteel |
| bladsteel                                                          | naam                                                               | opmerking                                                                      | afbeelding                                                         |
| ------------------------------------------------------------------ | ------------------------------------------------------------------ | ------------------------------------------------------------------------------ | ------------------------------------------------------------------ |
| zittend blad                                                       | zittend, sessile                                                   | eenvoudig ongesteeld                                                           |                                                                    |
| zittend blad                                                       | stengelomvattend, amplexicale                                      | de stengel wordt door de basis van het blad min of meer omgeven                |                                                                    |
| zittend blad                                                       | halfstengelomvattend, semiamplexicale                              | de basis van het blad omgeeft de stengel slechts gedeeltelijk                  |                                                                    |
| zittend blad                                                       | rijdend, equitans                                                  | bladen samengevouwen, waarbij de hogere door de lagere omgeven worden          |                                                                    |
| gesteeld aan de rand van de bladschijf                             | bladsteel gewoon rolrond, teres                                    |                                                                                |                                                                    |
| gesteeld aan de rand van de bladschijf                             | bladsteel gevleugeld, alatus                                       | vlak uitgegroeid                                                               |                                                                    |
| gesteeld aan de rand van de bladschijf                             | bladsteel aflopend, decurrens                                      | van de gevleugelde steel gaan de vleugels langs de stengel verder naar beneden |                                                                    |
| gesteeld aan de rand van de bladschijf                             | bladsteel verbreed                                                 | bladsteel is een fyllodium, meestal zonder bladschijf                          |                                                                    |
| gesteeld aan de rand van de bladschijf                             | bladsteel gevoord, canaliculatus                                   | met een brede groeve aan de bovenzijde                                         |                                                                    |
| gesteeld in het midden van de bladschijf                           | schildvomig, peltata                                               | bladsteel in het midden van de bladschijf van het ronde blad vastgehecht       |                                                                    |

## Gebruik
Bladstelen van sommige planten worden als groente gegeten, het bekendste voorbeeld is de rabarber.